# Zustände wie im Paradies (1957)
Zustände wie im Paradies (Originaltitel: The Admirable Crichton) ist eine britische Filmkomödie aus dem Jahre 1957 von Lewis Gilbert. Der Film basiert auf dem Theaterstück The Admirable Crichton von J. M. Barrie, welches 1902 uraufgeführt wurde.

## Handlung
England um 1905: William Crichton steht als beflissener Butler in Diensten des Adelshauses Loam. Das Kuriose dabei: Während Earl Henry Loam eine eher liberal-gesellschaftliche Betrachtungsweise verfolgt und für Gleichberechtigung eintritt, verficht Crichton trotz seines Standes das bestehende Klassensystem. Ein vom Earl als „Experiment“ angedachter Nachmittagstee mit Adel und Dienerschaft auf Augenhöhe erweist sich für alle Beteiligten als unbequeme Situation.
Als Lady Catherine, eine der drei Töchter Loams, als Suffragette verhaftet wird, schlägt Crichton dem Earl vor, mit der Familie und einigen Bekannten eine Schiffsreise in die Südsee zu unternehmen, bis sich die Wogen des Skandals geglättet haben. So kommt es dann auch, allerdings gerät der Dampfer des Earls während der Fahrt erst in ein Unwetter und havariert letztlich, nachdem die Maschinen explodiert sind. Crichton, der die schlafende Kammerzofe Eliza rettet, verpasst so sein Rettungsboot. Beide springen ins Wasser und retten sich schließlich ins (eigentlich nicht für sie bestimmte) Boot der Aristokratenfamilie.
Auf diese Weise stranden Crichton, Eliza, der Earl, Lady Catherine und ihre Schwestern Mary und Agatha, der Geistliche Treherne sowie Lord Wooley auf einer tropischen Insel. Hier zeigt sich, dass Crichton augenscheinlich der Einzige ist, der die Notlage aller rational betrachtet und fähig ist, beispielsweise Feuer zu machen oder Nachtlager zu errichten. Später macht er sich alleinig auf, zu der inzwischen führerlos auf ein Riff zutreibenden Dampfer-Jacht zu schwimmen und zu retten, was möglich und ihnen dienlich ist.
Die Situation eskaliert schließlich, als die Aristokraten um Loam Crichton auffordern, bei einem erneuten Abstecher zum Schiffswrack statt notwendiger Utensilien lieber ihre eigenen Luxusgüter zu bergen. Crichton erklärt sich daraufhin zum Verantwortlichen der Gruppe – und wird vom Earl umgehend entlassen. Allerdings bemerken die anderen recht schnell, dass sie ohne Crichton praktisch hilflos sind, und lenken schließlich ein. Einzig Lady Mary bleibt eisern, fügt sich letztlich aber dem Gruppendruck.
So gehen zwei Jahre ins Land, in denen sich die Verhältnisse komplett ändern: Crichton ist nun der unumstrittene Leiter ihrer Schar, während die Aristokraten seinen Anweisungen folgen, ihm zur Hand gehen – und somit ihm faktisch dienen. Ferner haben die Acht sich mittlerweile mit ihrem neuen Leben, ihrer Lage und den Gegebenheiten arrangiert und sind zufrieden. Crichton indes hat in Liebesdingen die Qual der Wahl: Entweder ehelicht er Eliza (von allen „Tweeny“ in Anlehnung an „Between Maid“ genannt), welche ihm bereits seit langem am Herzen liegt, oder doch Lady Mary, die sich mittlerweile ebenfalls zu ihm hingezogen fühlt. Crichtons Wahl fällt letztlich auf Mary, und die Gruppe hält eine Hochzeitsfeier ab, die aber im allerletzten Moment durch ein plötzlich erscheinendes Schiff unterbrochen wird.
Die Freude über eine mögliche Rettung bleibt indes verhalten, und  Mary spricht aus, was alle denken: Ob es nämlich wirklich besser wäre, in die alte Heimat und zu den dortigen Verhältnissen zurückzukehren, wo sie doch über die letzten zwei Jahre eine eigene Gesellschaft gegründet haben und in ihren neuen Leben glücklich sind. Crichton soll die Entscheidung treffen und ausgerechnet er entzündet das für diesen Fall vorbereitete Signalfeuer. Als die rettende Schiffscrew eintrifft, zieht er auch wieder seine alte Dienstboten-Uniform an und fällt in diese Rolle zurück, was für die anderen eine recht unbequeme Situation ergibt.
Zurück in Britannien geht die Gruppe wieder zu ihren üblichen gesellschaftlichen Rollen wie vor der Schiffsreise über. Alle halten über das Erlebte Stillschweigen, wobei Wooley ein Buch über ihre Rettung verfasst und sich selbst darin heroisch dargestellt. Zweifel daran kommen auf, doch diese bleiben am Ende unbegründet: Crichton berichtet auf Nachfrage von den Ereignissen, dichtet diese aber derart um, dass alle Beteiligten ohne Gesichtsverlust aus der Sache herauskommen.
Wenig später reicht er beim Earl seine Kündigung ein, um sich selbstständig machen zu wollen. Dieser bietet ihm finanzielle Unterstützung an, was Crichton aber höflich und dankend ablehnt … und Loam ein Säckchen mit Perlen zeigt, welche er während des Südsee-Aufenthalts sammeln konnte.
Mary versucht, ihn letztlich damit zum Bleiben zu überreden, dass sie mit Crichton auf die Insel zurückkehren will. Mit dem Hinweis auf die unüberbrückbar erscheinenden gesellschaftlichen Unterschiede weist Crichton aber auch dies zurück und verlässt das Adelsanwesen, und zwar gemeinsam mit Eliza, welche sein Angebot zu einem gemeinsamen Leben freudestrahlend annimmt.

## Trivia
- Zustände wie im Paradies ist zwar nicht die einzige filmische Umsetzung des Bühnen-Lustspiels, aber die bekannteste. So existieren neben zwei Stummfilmen (1918 und 1919) und zwei Fernsehfilmen (1950 und 1968) noch ein französischer (1933), ein US-amerikanischer (Schiffbruch unter Palmen mit Bing Crosby und Carole Lombard, 1934) und ein chinesischer Kinofilm (1936).
- In den USA kam der Film unter dem Titel Paradise Lagoon in die Kinos.
- Kenneth More wurde bei etlichen Szenen, vorrangig auf der Insel, nur oberhalb der Taille gefilmt, da er aufgrund der tropischen Hitze keine Hosen trug.

## Kritiken
„Ein soziologisch und in seinen Thesen reaktionär anmutender Film, der die Berechtigung von Klassendenken betont. Einige hübsche Komödieneffekte kommen in der überdrehten Geschichte kaum zum Durchbruch.“